# Chiesa di San Gallo (Vergiate)
La Chiesa di San Gallo di Vergiate è un antico oratorio campestre di età romanica. Si trova in Via Torretta, sui ronchi di Vergiate, e rappresenta uno tra i più antichi monumenti del territorio.
La fondazione della chiesa è databile al periodo compreso tra la fine del IX e la prima metà del X secolo; altri elementi costruttivi risalgono al XI e XII secolo. Al suo interno sono presenti degli affreschi riconducibili alla fine del XV secolo. Negli anni il piccolo edificio religioso ha subito visibili interventi di ristrutturazione. 

## Storia

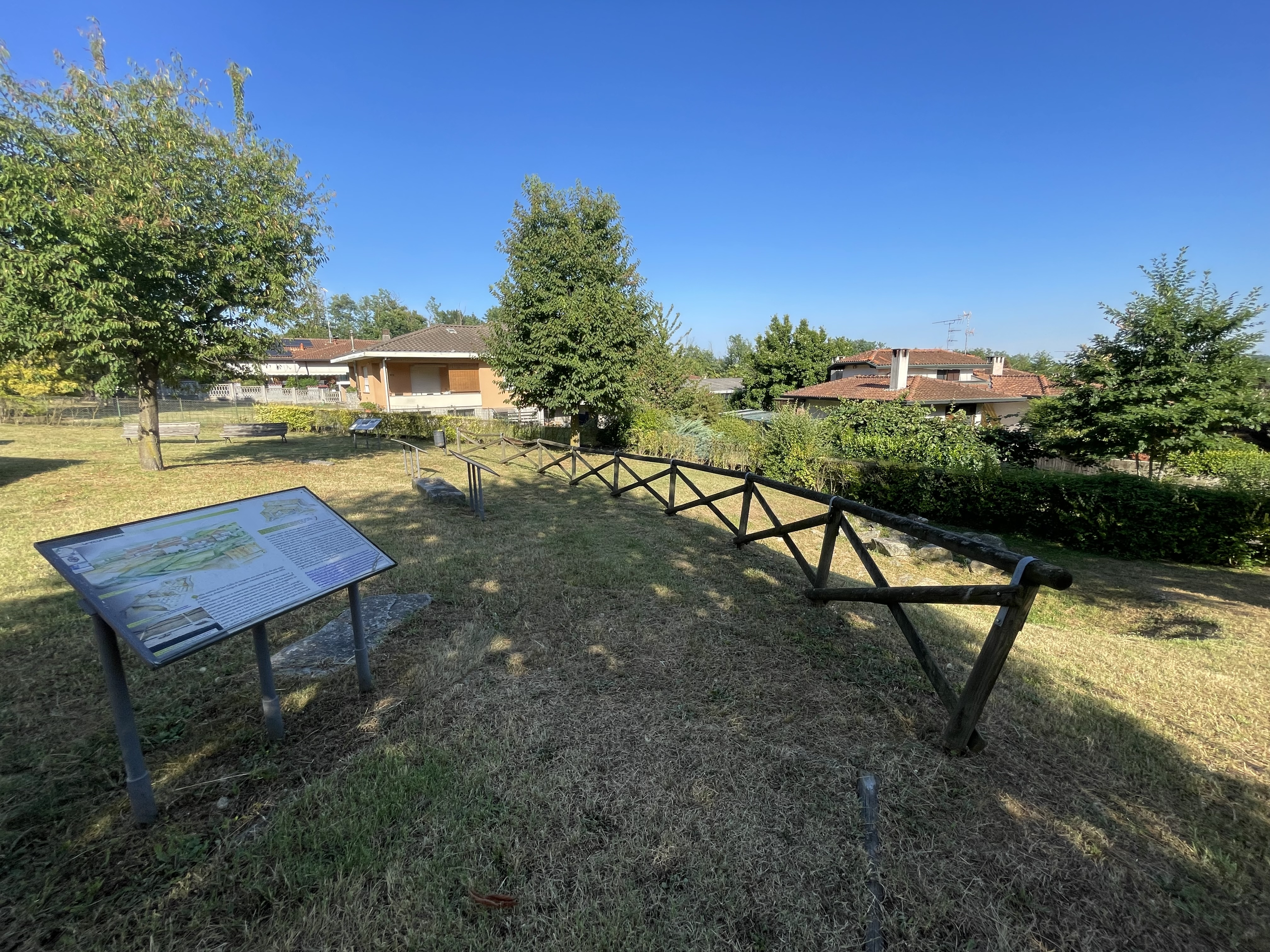
Esterni della chiesa: vista del parchetto adiacente con gli scavi archeologici

La chiesetta fu edificata sul sito di una villa romana, risalente al periodo tra il I e gli inizi del IV secolo d.C., i cui reperti e le annesse terme vennero scoperti nel 1935 dal professor Mario Bertolone, allora sovrintendente del Museo di Varese. Il sito vicino alla villa era stato in precedenza fertile fonte di scoperte rispetto all'insediamento degli Etruschi a Vergiate: nel 1913 venne infatti alla luce una stele con iscrizione nord-etrusca oltre a ruderi di antichi edifici e vasi. Nella storia antica, il territorio, successivamente agli Etruschi, venne occupato anche dagli Insubri e dai Celti, infine dai Romani e - in epoca medievale - dai Longobardi.
Rispetto al recupero dei ruderi della villa romana e delle terme, il ritrovamento di tre monete duranti gli scavi aiutarono a datare il complesso archeologico al 338 d.C..
Fin dal medioevo, gli edifici religiosi dell'attuale comune di Vergiate appartenevano alle pievi di Somma Lombardo e Mezzana: le chiese di Vergiate, Sesona e Corgeno alla pieve di Somma, mentre le chiese di Cimbro e Cuirone a quella di Mezzana. A Vergiate, attestate all'epoca, troviamo le tre cappelle di San Martino, Santa Maria e San Gallo. Dell'edificio di San Gallo, esistono pochi documenti coevi, ma tra la scarsa documentazione spicca una pergamena del I secolo d.C. contenente una investitura di decime della Chiesa di San Gallo di Vergiate, che documenta la presenza sul territorio della famiglia e del feudo dei Visconti. Oltre ai ritrovamenti di epoca antica e le decime medievali, rimangono comunque esigue le fonti scritte e le tracce delle visite pastorali, probabilmente per la natura strutturale della chiesetta e il suo scopo non celebrativo.
Il monumento è stato segnalato dalla comunità, per la sua valorizzazione storico-culturale, nella campagna de I Luoghi del Cuore del FAI - Fondo per l'Ambiente italiano, con l'auspicio di una raccolta fondi per nuovi interventi di restauro. È stato il nono bene più segnalato della Provincia di Varese nel censimento del 2021. 

## Descrizione

### Esterni

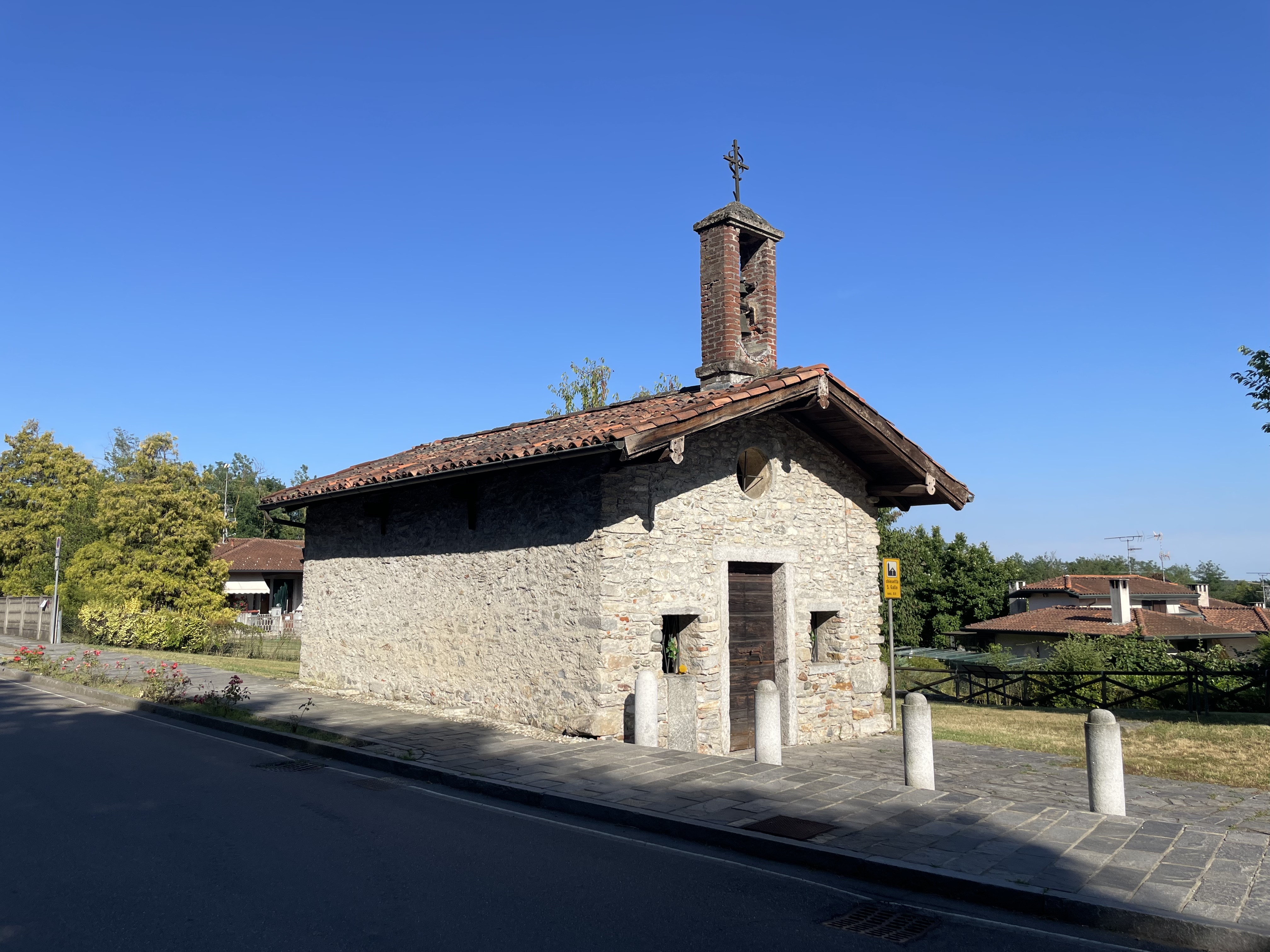
Vista esterna della chiesa da Via Cascina Torretta

La pianta della struttura romanica originaria è orientata verso nord-est. La chiesa, dalle piccole dimensioni, ha una forma rettangolare con abside semicircolare. Le mura sono di conci in pietra e ciottoli, con malta a vista, mentre la copertura del soffitto è costruita con capriate di legno. L'analisi dei caratteri stilistici, che permette collocazione della sua costruzione tra la fine del IX e la metà del X secolo, fa riferimento principalmente alla primitive aperture monofore dell'abside. Lo stato di conservazione è buono, i restauri documentati più recenti risalgono agli anni '80 del XX secolo.  
I pesanti interventi di restauro non permettono oggi un'adeguata analisi della struttura muraria originale. L'intero edificio esterno è in muratura portante a vista. Sulla facciata, rimaneggiata come gran parte dell'edificio, vi si può leggere ancora un'incisione che riporta l'anno 1685, dunque ritenere, pur senza documentazione scritta, che vi furono stati dei rimaneggiamenti anche nel XII secolo. 
La struttura del campanile sulla muratura, con due piccole campane, è di costruzione recente.  

### Interni

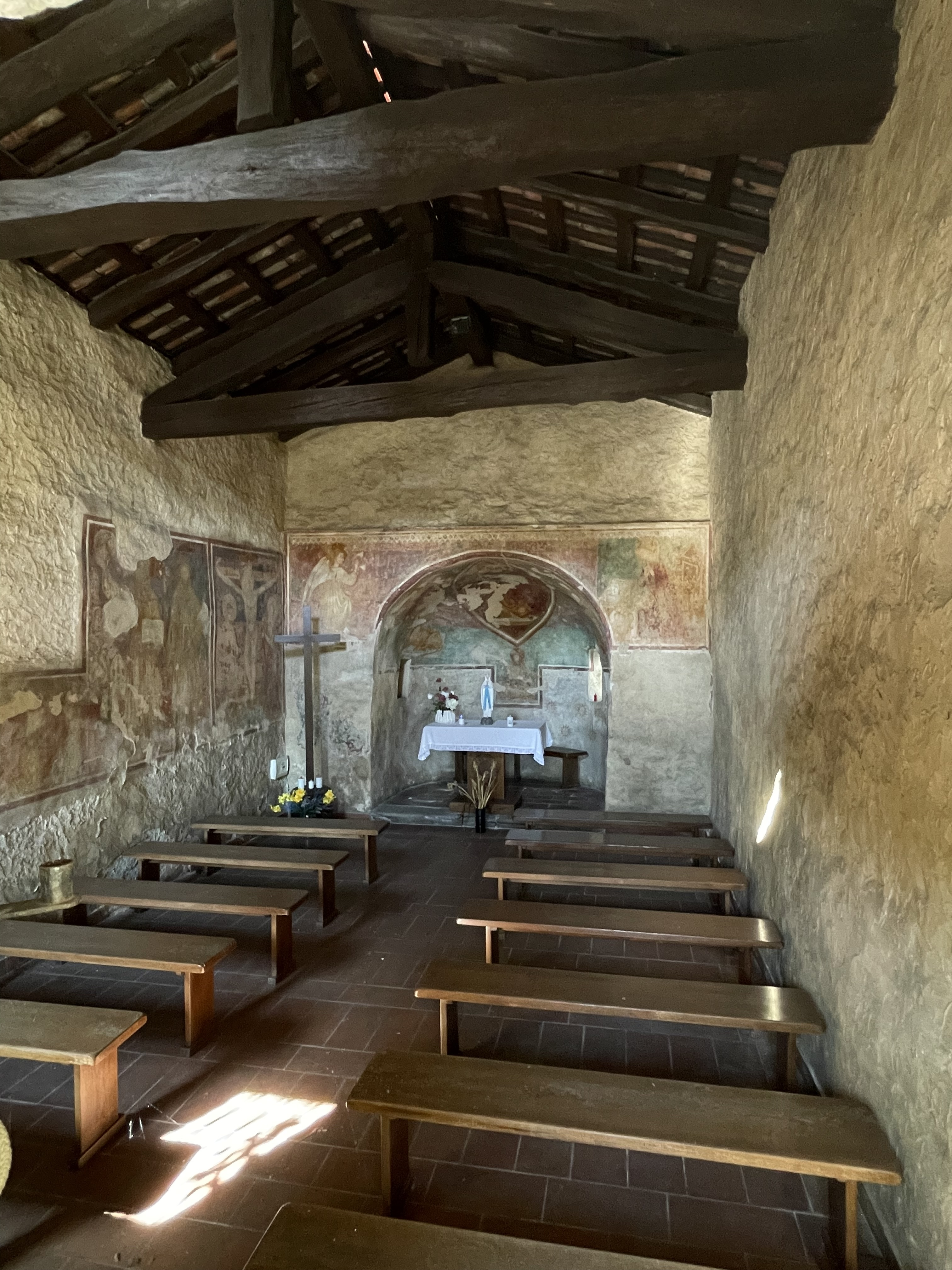
Vista dell'interno della chiesa con i suoi affreschi medievali

Le pareti interne sono rivestite di intonaco. La pavimentazione è in cotto e il soffitto he le travi a vista. Sulle pareti dell'abside, sull'arco trionfale e i suoi fianchi, sono presenti affreschi di origine medievale. L'altare in legno è stato posizionato nel 1990.   
La chiesa è aperta al pubblico esclusivamente durante occasioni speciali, gli interni rimangono osservabili attraverso le due finestre della facciata.    

### Affreschi medievali

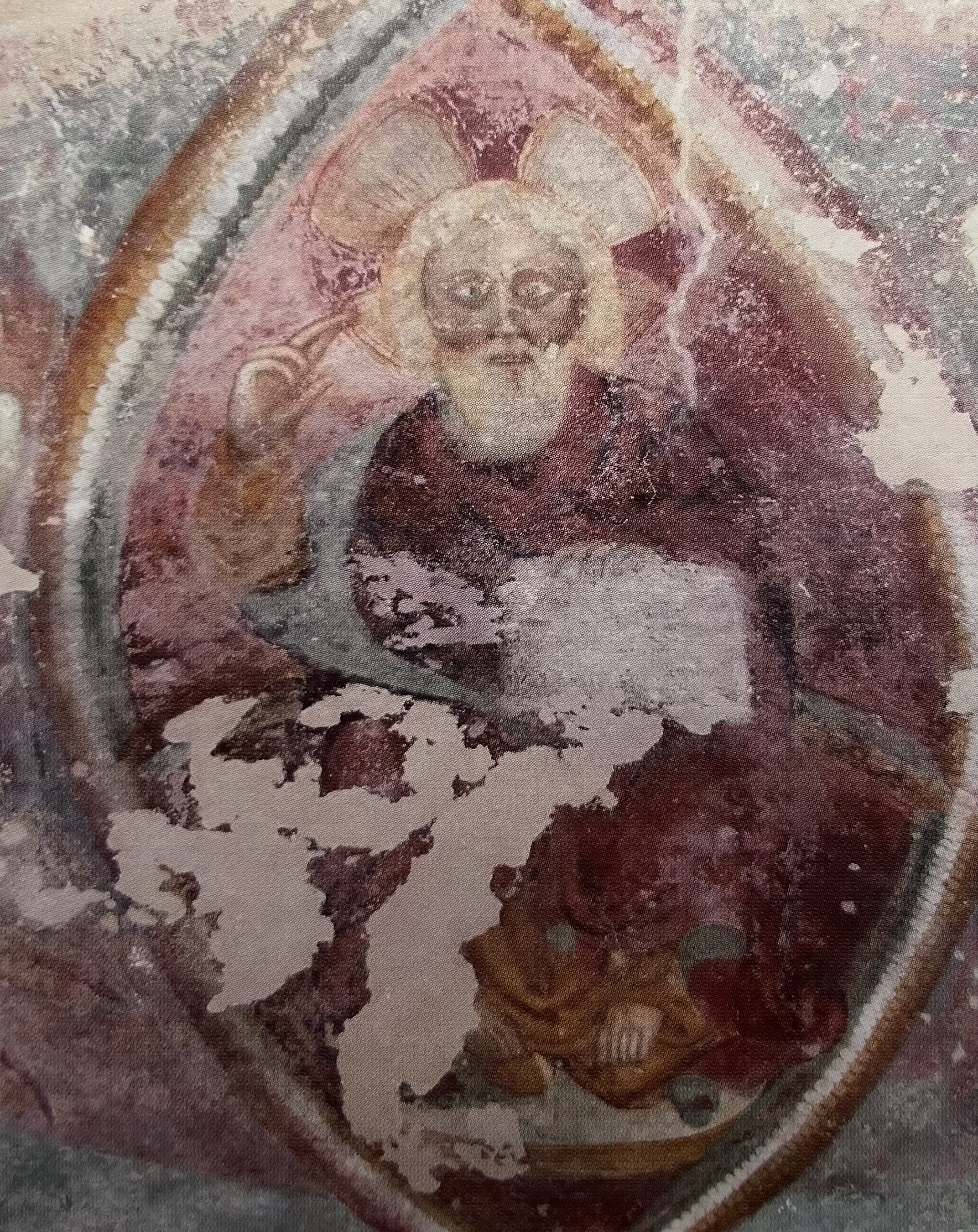
Affresco del catino absidale: Majestas Domini

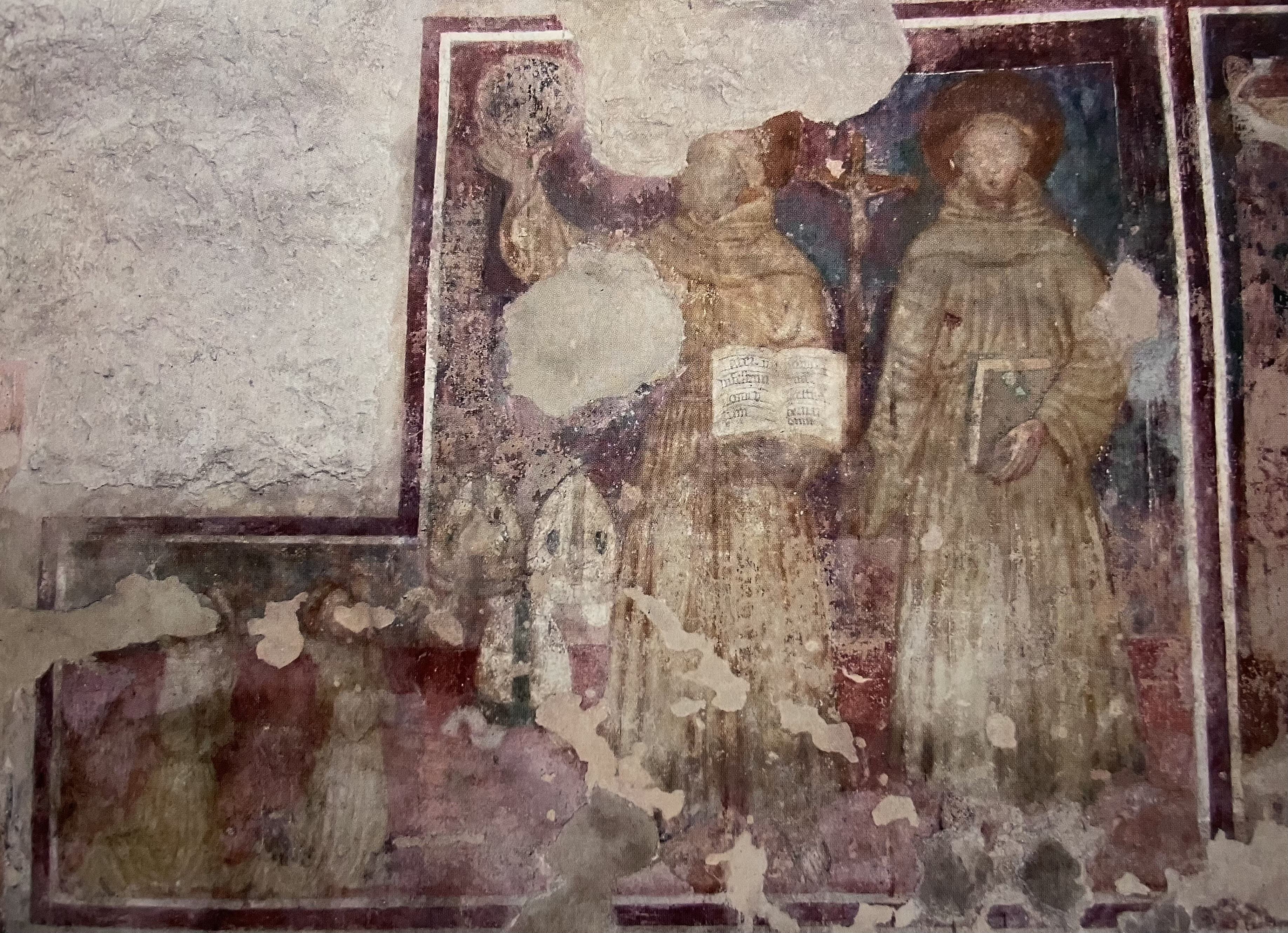
Affresco della parete nord della chiesa

Cromaticamente, gli affreschi sono contraddistinti dalla prevalenza dei colori verde, rosso, ocra e giallo. I dipinti murali sono visibili tutt'oggi sulle pareti del catino absidale, sulla parte superiore della parete di fondo e sulla parete di sinistra. Si riscontra, tuttavia, la necessità critica di nuovi interventi di restauro. 
Nonostante le ristrutturazioni del XX secolo, gli affreschi, ascrivibili all'ultimo quarto del Quattrocento, oggi si presentano molto rovinati e di difficile lettura. Si può cogliere la stereotipia dell'iconografia cristiana rappresentata, tipica dell'epoca. Al centro del catino absidale, in mandorla, troviamo la Majestas Domini, contornata dai simboli degli evangelisti. Al di sotto della mandorla, si può riconoscere la figura della Madonna in trono. Sempre sulla parete del catino, sullo sfondo bianco, si nota  un cartiglio dipinto e inciso con note musicali, lettere gotiche e il simbolo di Cristo fiammato. Sull'arco trionfale, con una cornice decorativa recante un motivo a dentello gotico, si riconosce una classica rappresentazione dell'Annunicazione: l'Angelo con il fiore di giglio (a sinistra) e Maria (a destra). Sulla parete nord della chiesa ci sono altri due affreschi, delimitati da due riquadri. Sulla destra c'è una Crocifissione, con la Madonna e San Giovanni Evangelista, mentre a sinistra un dipinto ben più particolare, iscritto in un riquadro con scomparto a elle. Si notano lievemente due Santi con abito monacale, in piedi, con a terra delle tiare vescovili e due abati inginocchiati. Entrambe le figure dei Santi reggono dei simboli su entrambe le mani: il Santo di sinistra regge in mano un mondo e un libro aperto, quello di destra tiene un libro chiuso e un Crocifisso. L'iconografia dell'affresco nel riquadro più grande ricorda l'iconografia sangallese, con le figure di San Gallo e San Colombano, gli abati dell'abbazia transalpina e le due tiare, che rappresenterebbero le rinunce di San Gallo al vescovato di Costanza. Quest'ultimo dipinto rappresenta per gli studiosi l'affresco più interessante presente all'interno della chiesa, in quanto si distingue nettamente dalla consueta iconografia dell'epoca per la sua originalità, distaccandosi dalle altre rappresentazioni murali presenti.